# أرخبيل تشيلوي
أرخبيل تشيلوي (بالأسبانية: Archipiélago de Chiloé) هو أرخبيل مكوّن من مجموعة جُزُر يقع قبالة ساحل تشيلي في المحيط الهادئ. سياسيًا يقع في إقليم لوس لاغوس وأكبر مدنه كاسترو. كما يشكّل الأرخبيل مقاطعة تشيلوي (باستثناء جزر ديسيرتوريس بالشرق التي هي جزء من مقاطعة بايلينا). وتُعتبر جزيرة تشيلوي الجزيرة الرئيسية في الأرخبيل، وتبلغ مساحته 9,181 كيلومترًا مربعًا.

## تاريخ
تم بناء عدة كنائس خشبية فريدة من نوعها في أرخبيل تشيلوي ما بين القرنين السابع عشر والتاسع عشر، أي عندما كان جزءًا من ممتلكات التاج الإسباني، حيث تمثّل اندماجًا بين الثقافة اليسوعيّة الأوروبيّة ومهارات الشعوب الأصليّة وتقاليدها، وهي مثال على ثقافة المستيزو.
لقد تم إدراج هذه الكنائس التاريخيّة على قائمة التراث العالمي التابعة لليونيسكو في عام 2000. كما قامت جامعة تشيلي، ومؤسسة كنائس تشيلوي الثقافية، وغيرها من المؤسسات بجهود كبيرة للحفاظ على هذه المنشآت التاريخيّة.

## وصلات خارجية
- فيديو عن أرخبيل تشيلوي